# QS Universitetsvärldsrankning
QS Universitetsvärldsrankning (QS World University Rankings) är en årlig universitetsrankning publicerad av British Quacquarelli Symonds (QS). Rankningen var från början släppt med Times Higher Education (THE) från 2004 till 2009 med namnet THE-QS World University Rankings, men den konstellationen avslutades 2010. Rankingen innehåller rankningen  både internationella och nationella rankningstabeller och anses vara en av de tre mest använda och inflytelserika universitetsrankningarna i världen tillsammans med Times Higher Education World University Rankings och Academic Ranking of World Universities.

## Topp 10
| Plats | Universitet                           | Region         |
| ----- | ------------------------------------- | -------------- |
| 1     | Massachusetts Institute of Technology | USA            |
| 2     | Stanford University                   | USA            |
| 3     | Harvard University                    | USA            |
| 4     | California Institute of Technology    | USA            |
| 5     | Cambridge University                  | Storbritannien |
| 6     | University of Oxford                  | Storbritannien |
| 7     | University College London             | Storbritannien |
| 8     | Imperial College London               | Storbritannien |
| 9     | University of Chicago                 | USA            |
| 10    | ETH Zürich                            | Schweiz        |